# Dubbi (Vulkan)
Der Dubbi ist ein 1625 Meter hoher Stratovulkan in Eritrea am Roten Meer. Auf seinem Gipfel befinden sich mindestens 19 kleine Vulkankrater.

## Vulkanische Aktivität
Eine Eruption mit Lavaströmen bis zur Küste wird um 1400 berichtet. 
Die Eruption im Mai 1861 war sehr explosiv mit Niederschlag von Aschen bis 300 km Entfernung. Zusätzlich ergossen sich Lavaströme, die 22 km bis zur Küste zurücklegten. Der Ausbruch zerstörte zwei Orte, tötete 105 Menschen und mehrere Rinderherden. Mit einem Volumen von 3,5 km³ Lava ist die Eruption von 1861 die größte in der afrikanischen Geschichte.